# Burg Sponeck
Die Burg Sponeck, früher auch Spanegge genannt, ist die Ruine einer Höhenburg auf einem 202 m ü. NN hohen Felssporn über dem Rhein beim Ortsteil Jechtingen der Gemeinde Sasbach am Kaiserstuhl im Landkreis Emmendingen in Baden-Württemberg. Die Burg war über den Resten eines spätantiken Kastells, des Kastells Sasbach-Jechtingen, errichtet worden.

## Geographische Lage
Sowohl das Kastell als auch die Burg waren auf dem damals von drei Seiten vom Rhein umgebenen 25 Meter hohen Felssporn errichtet worden. Ein Angriff war nur von Osten möglich. Erst durch die Rheinbegradigung Tullas war der Rhein um etwa 200 Meter nach Westen verlagert worden. Durch die damit verbundene Veränderung in der Topographie ist der westlich von Sasbach-Jechtingen gelegene Fels heute in seiner Gesamtheit von Land umgeben.

## Geschichte

### Spätantikes Grenzkastell

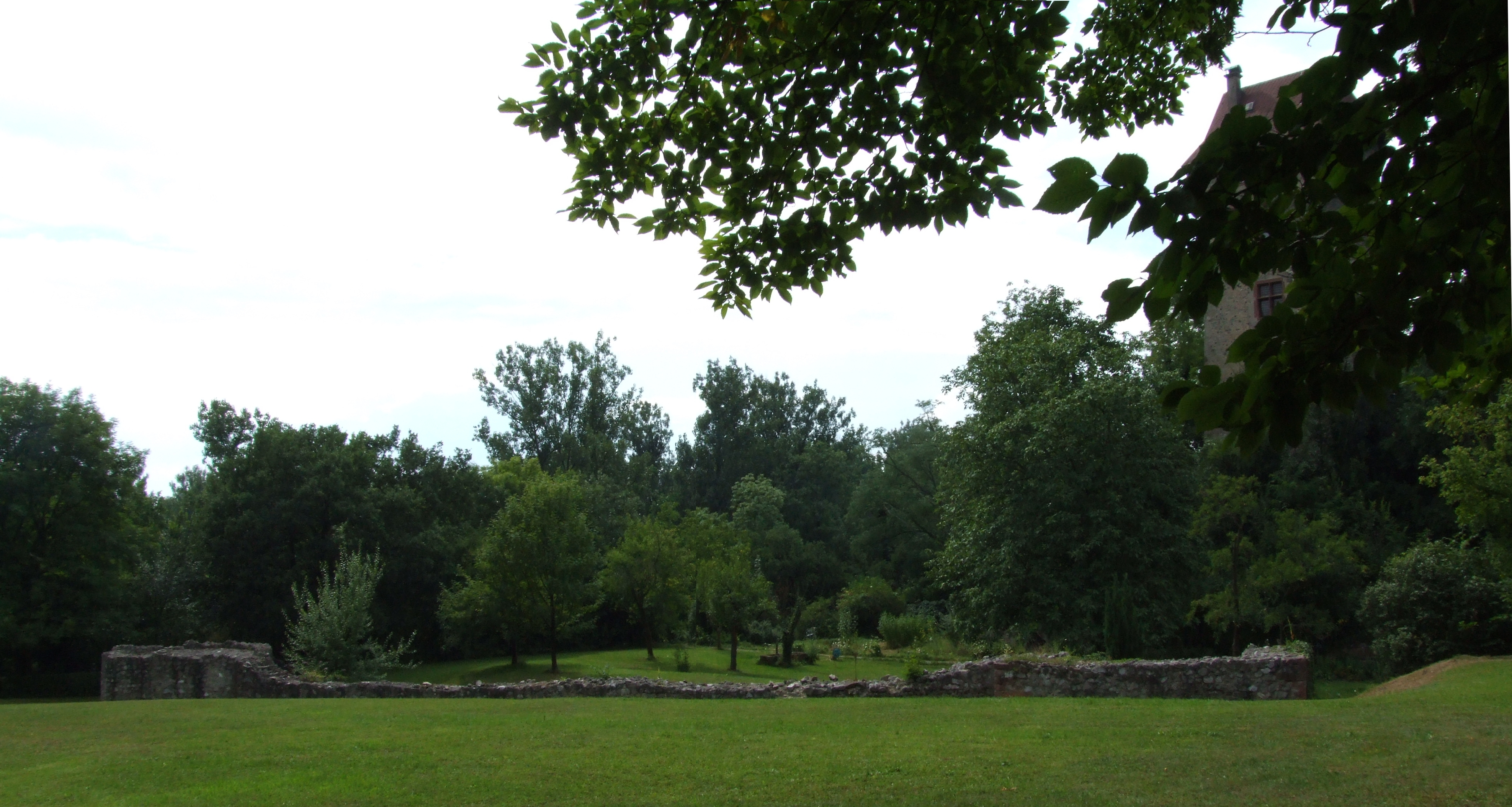
Mauerreste des spätrömischen Kastells in der Burg Sponeck

1973 wurden bei Grabungen im Vorgelände der Burg Sponeck Reste eines in der Regierungszeit des Kaisers Valentinian I. um 370 errichteten, spätantiken Kastells entdeckt. Mauern, Türme und ein Teil der Innenbebauung konnten festgestellt werden. Die unregelmäßige Anlage gleicht mehr einer mittelalterlichen Burg als einem römischen Limeskastell und passt sich mit ihrem Mauerverlauf dem Gelände an. Die Ostseite wurde durch eine 1,6 Meter starke Mauer mit zwei Ecktürmen abgeriegelt. Am höchsten Punkt des Felsens ist ein weiterer Turm anzunehmen, dessen Fundamente zum Teil ergraben werden konnten. Von dort war eine Sichtverbindung zu den nächsten spätantiken Militärplätzen am Rhein und im Elsass gewährleistet. Die Innenbebauung bestand aus an die Mauern angelehnten Fachwerkbauten, Grundrisse konnten nicht ermittelt werden. Die mit ca. 40 × 50 Metern relativ kleine, aber starke Anlage, diente zusammen mit der südlich benachbarten spätrömischen Festung auf dem „mons brisiacum“ (Breisach) und den im heutigen Elsass liegenden Kastellen von Oedenburg und von Horbourg zur Sicherung des Rheinübergangs und zur Verteidigung gegen die Germanen. Die Anzahl von vier spätantiken Militäranlagen auf eng begrenztem Raum ist dabei einzigartig. 378 gingen die Alamannen entweder beim „Sponeck-Kastell“ oder bei Breisach über den Rhein, wurden aber durch Kaiser Gratian in der Schlacht bei Argentovaria zurückgeschlagen. Nach der Fundlage innerhalb des Kastells und eines nahegelegenen Friedhofs, auf dem auch die Familienangehörigen der Soldaten bestattet waren, bestand das Kastell mindestens bis zum Abzug der Grenztruppen 401, wahrscheinlich aber darüber hinaus. Es spricht einiges dafür, dass die Anlage zunächst den Alamannen, dann den Franken als Stützpunkt zur Sicherung des Rheinübergangs diente. Danach verfiel das Kastell, die strategisch günstige Lage des Felssporns wurde erst im Spätmittelalter wieder genutzt.

### Höhenburg

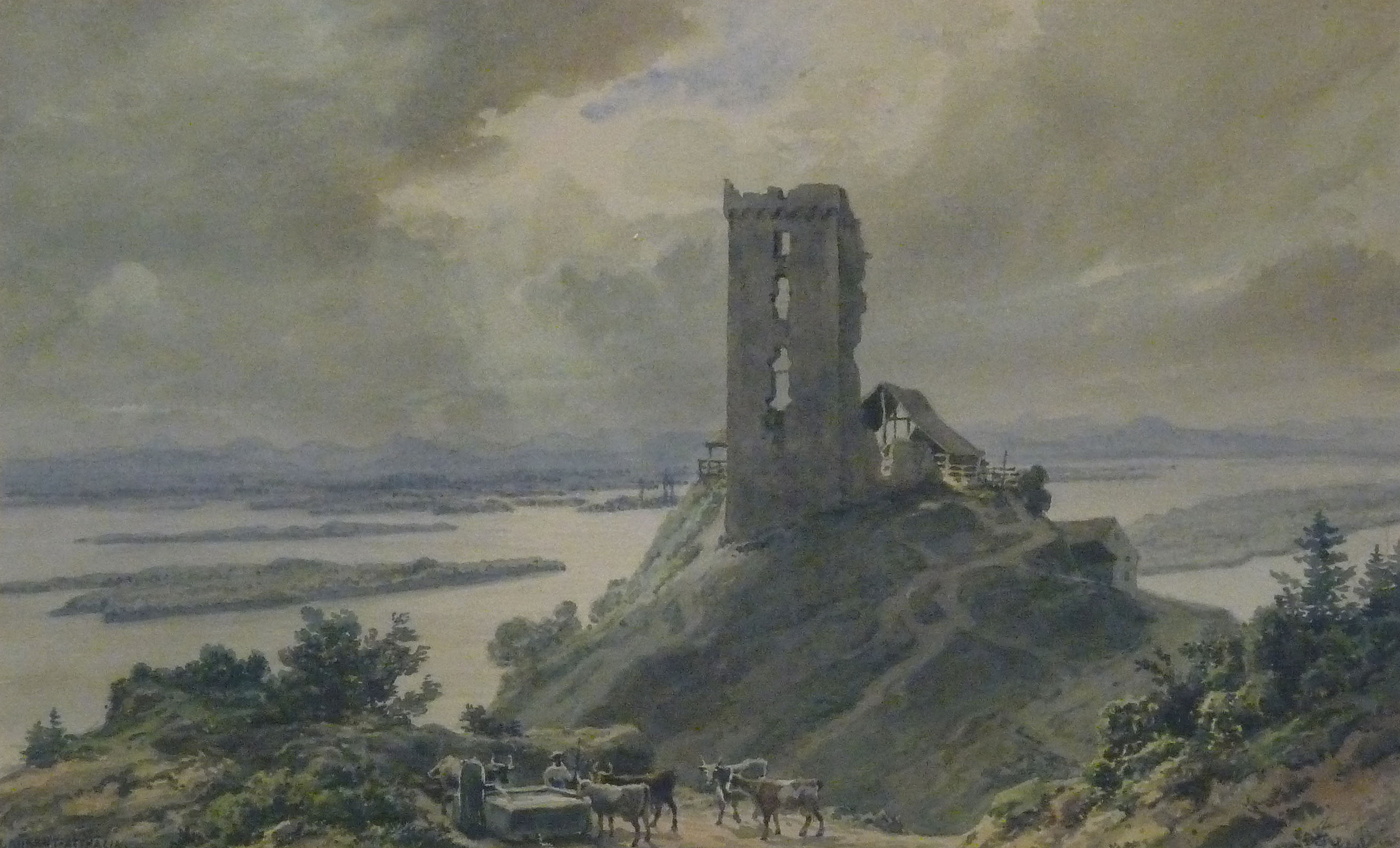
Ansicht der Burg Sponeck, Aquarell von Louis Laurent-Atthalin (1818–1893)

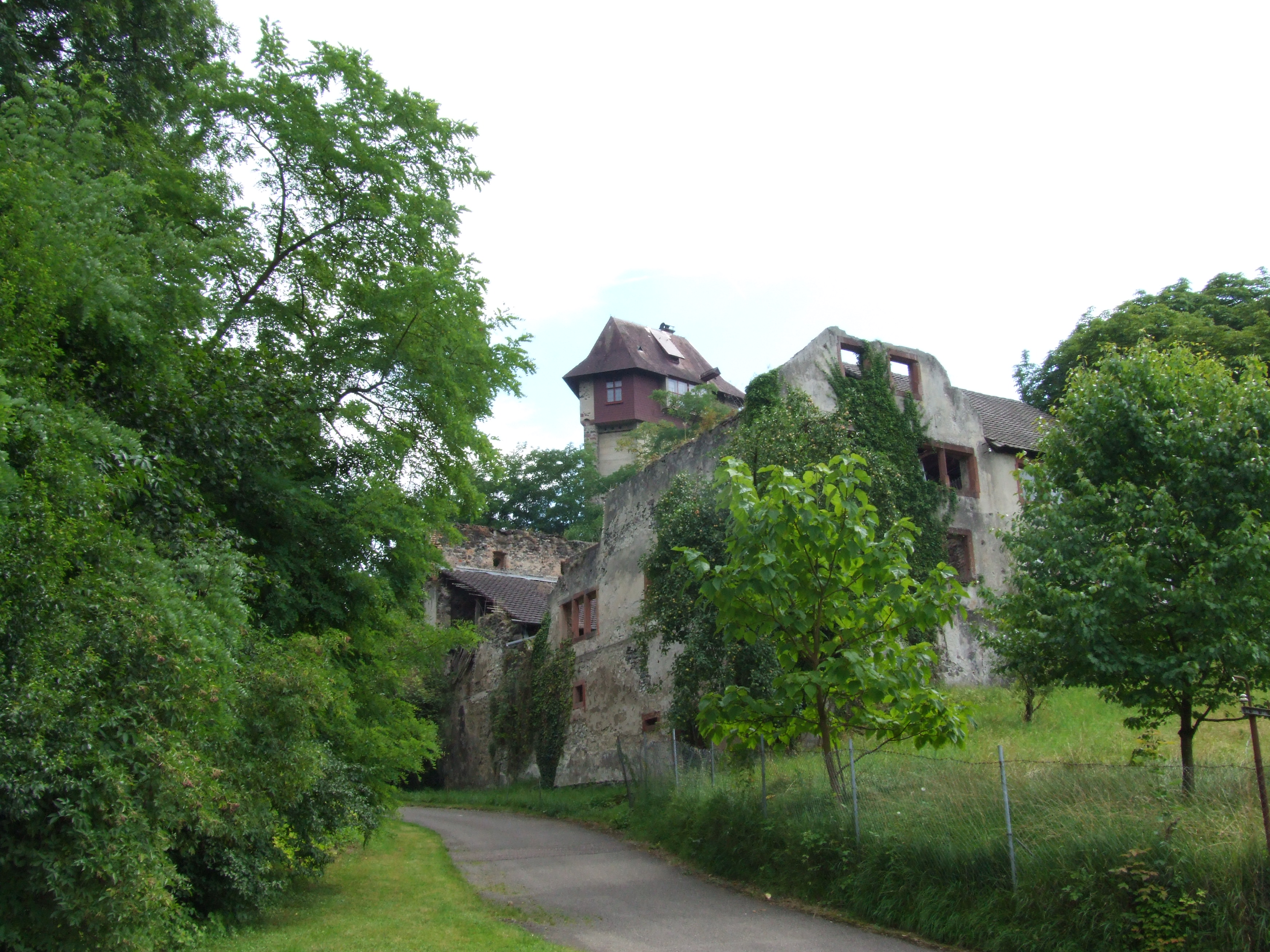
Die heutige Burg Sponeck

Die Höhenburg wurde nach 1281 über dem ehemaligen Kastell erbaut. Nach der Fehde König Rudolfs mit der Stadt Freiburg bestimmte der Friedensvertrag vom 23. Oktober 1281 umfangreiche Entschädigungen: so musste die Reichsburg Zähringen wieder instand gesetzt werden, ferner wurden von der Stadt 800 Mark Silber gefordert um eine neue Burg zu errichten. Da Spanegg ebenfalls Reichslehen war und Reichsburg blieb und sonst keine solche Burg im Breisgau errichtet wurde, kann es sich dabei nur um die Burg Sponeck gehandelt haben. Die Burg Breisach wurde erst 1315 zu einer Reichsburg ernannt. Der jeweilige Schultheiss hatte die Schlüsselgewalt für die Burg.
1245 waren die Spenlin Burgmannen in Breisach. Herr Hildenrand Spenlin wird 1262 als Zeuge in einer Urkunde des Klosters Marienau erwähnt. 1276 schlichtet er auf Anordnung König Rudolfs in einer Streitsache des Klosters Tennenbach mit den Gebrüdern in Keppenbach. 1305 wird Spanegg erstmals genannt als im Besitz des Johannn, Sohn des Ritters Hildebrand Spenli, Reichs-Schultheiss von Breisach.
1324 kaufte Graf Ulrich die Grafschaft Horburg, die Grafschaft Witkisau, die Burg Bilstein, Reichenweier, Burg und Stadt Zellenberg. Bischof Berthold von Straßburg eroberte nur den Anteil Zellenberg zurück. 1374 erwarb Württemberg von Markgraf Otto von Hachberg die Burg Sponeck und das Dorf Riegel um 1500 Mark Silber. Sponeck verblieb bei der Herrschaft Horburg und blieb stets Reichslehen. 1502 wurde die Burg durch Württemberg wieder ausgelöst, Pfandinhaber waren zuletzt die Brüder Balthasar und Johannes von Ow.
Nach der Vertreibung von Herzog Ulrich von Württemberg im Jahr 1522 kam die Burg in den Besitz des Erzherzogs Ferdinand. Er verkaufte an Caspar Fabri. Von diesem kam Sponeck an den Bischof von Konstanz, nach dessen Ableben entschied die Vorderösterreichische Regierung in Ensisheim die Burg öffentlich zu versteigern, was am 11. März 1540 an Jacob von Berckheim um 680 Gulden erfolgte. Dieser überließ die Burg 1546 die Burg um dieselbe Summe Konrad von Tübingen zu Lichteneck. Die Pfalzgrafen von Tübingen waren bereits reich begütert im Breisgau 1472 erwarben sie noch Burgheim und die Burg Limburg. Im August 1634 wurde die Anlage nochmal notdürftig durch markgräfliche Truppen instand gesetzt um die strategische Lage der Rheinfähre ausnutzen zu können, aber bereits im September wieder aufgelassen.
Im Dreißigjährigen Krieg war die Burg Ruine. Der Name der mit dem Haus Württemberg verwandten Grafen von Sponeck leitet sich von der Burg ab. Mit dem Tausch- und Epurationsvertrag von 1806 kam die Burg vom Königreich Württemberg an das Großherzogtum Baden.
1781 oder 1802 versuchte der vorderösterreiche Regierungsrat Ägid Karl von Fahnenberg aus Burkheim am Kaiserstuhl die Burg und das zugehörige Gut von den Württembergern zu erwerben. Sein Plan war es, in diesem reichsunmittelbaren Gebiet Juden gegen Schutzgelder aufzunehmen.
Später gelang es dem Burkheimer Adlerwirt Sebastian Sichler, die Burg als Erblehen zu erhalten. Er hatte in der Ruine ein Schankhaus eingerichtet und war Bürgermeister geworden. Gegen Zahlung einer Ablösesumme von 1100 Gulden erhielt er vom Freiburger Oberhofgericht auch nach dem Übergang an Baden die Burg.
Nach mehreren Besitzerwechseln erwarb 1917 der Maler Hans Adolf Bühler die Burg für 25.000 Goldmark, baute sie wieder auf und richtete im ehemaligen Wohnturm ein Atelier ein. Am Wiederaufbau waren unter anderem der Freiburger Architekt Carl Anton Meckel sowie das Unternehmen Brenzinger & Cie. beteiligt. Nach dem Tod des Malers 1951 blieb die Burg im Familienbesitz.

## Die Anlage heute
Von der historischen Burganlage ist nichts erhalten. Sie hatte eine Kernburg von circa 22 mal 25 Metern mit einem Palas von circa 9 mal 7 Metern, einem Bergfried mit einer Grundfläche von circa 12 mal 12,5 Metern und einer Mauerstärke von circa 1,7 Metern sowie eine Vorburg mit Wohnturm. Die heute noch sichtbaren und zum Teil ruinösen Gebäude sind wie der Turm bauliche Ergänzungen des 19. und 20. Jahrhunderts. Vom römischen Kastell sind die restaurierten Reste einer Steinmauer und zweier Ecktürme erhalten.